# Philippe Lamourÿ
Philippe Lamourÿ est un violoncelliste et compositeur belge, né le 9 novembre 1836 à Bruxelles et mort le 8 janvier 1890 à Paris.
Fils de Jean Baptiste Lamourÿ et Marie Cécile De Coen, musiciens, il apprend d'abord le violon avec son père, qui enseigne le violon à Bruxelles, avant de se consacrer au violoncelle à l'âge de dix ans et d'entrer au Conservatoire royal de Bruxelles un an plus tard, devenant l'élève de prédilection du professeur Adrien-François Servais. Il commence sa carrière artistique à dix-huit ans et se produit rapidement sur de nombreuses scènes européennes, souvent accompagné de son frère François Lamourÿ, violoniste.
En 1876, le compositeur Amédée Méreaux lui a consacré son Opus 105, Hymne de la Nuit, pour violoncelle, avec piano ou orgue.